# Bee Gees-diszkográfia
Az ausztrál Bee Gees együttes 1963-tól kezdve egészen 2001-es feloszlásáig megszámlálhatatlan felvételt készített különböző lemezkiadók számára világszerte.

## Kiadók
Hivatalos sorlemezek kiadói (1963-2001)
| Kiadó            | Időszak   | Régió               |
| ---------------- | --------- | ------------------- |
| Festival Records | 1963–1966 | Ausztrália          |
| Spin Records     | 1966–1973 | Ausztrália          |
| Atco             | 1967–1972 | USA                 |
| Polydor          | 1967–1972 | Európa · UK · Japán |
| RSO              | 1973–1983 | világszerte         |
| Warner Bros.     | 1987–1992 | világszerte         |
| Polydor          | 1993–2000 | világszerte         |
| Polydor          | 2001      | Európa · UK · Japán |
| Universal        | 2001      | USA                 |

## Albumok

### Stúdióalbumok
| Év   | Cím                                            | Listás helyezések | Listás helyezések | Listás helyezések | Listás helyezések | Listás helyezések | Eladott példányszám |
| Év   | Cím                                            | UK                | USA               | DE                | AUS               | Egyéb             | Eladott példányszám |
| ---- | ---------------------------------------------- | ----------------- | ----------------- | ----------------- | ----------------- | ----------------- | ------------------- |
| 1965 | The Bee Gees Sing and Play 14 Barry Gibb Songs | —                 | —                 | —                 | —                 | —                 | nincs adat          |
| 1966 | Spicks and Specks                              | —                 | —                 | —                 | —                 | —                 | nincs adat          |
| 1967 | Bee Gees’ 1st                                  | 8                 | 7                 | 4                 | 10                | 2 (FRA)           | 1 600 000           |
| 1968 | Horizontal                                     | 16                | 12                | 1                 | 8                 | 1 (AUT)           | 1 200 000           |
| 1968 | Idea                                           | 4                 | 17                | 3                 | 8                 | 4 (FRA)           | 1 400 000           |
| 1969 | Odessa                                         | 10                | 20                | 4                 | 13                | 3 (ESP)           | 1 200 000           |
| 1970 | Cucumber Castle                                | 57                | 94                | 36                | 10                | 9 (ITA)           | 200 000             |
| 1970 | 2 Years On                                     | —                 | 32                | —                 | 22                | 22 (CAN)          | 375 000             |
| 1971 | Trafalgar                                      | —                 | 34                | —                 | 8                 | 3 (ITA)           | 450 000             |
| 1972 | To Whom It May Concern                         | —                 | 35                | —                 | 13                | 6 (ESP)           | 350 000             |
| 1973 | Life in a Tin Can                              | —                 | 69                | —                 | 19                | 10 (ITA)          | 200 000             |
| 1974 | Mr. Natural                                    | —                 | 198               | —                 | 20                | —                 | 95 000              |
| 1975 | Main Course                                    | —                 | 14                | 29                | 29                | 1 (CAN)           | 2 350 000           |
| 1976 | Children of the World                          | —                 | 8                 | 36                | 16                | 3 (CAN)           | 3 100 000           |
| 1979 | Spirits Having Flown                           | 1                 | 1                 | 1                 | 1                 | 1 (CAN)           | 35 000 000          |
| 1981 | Living Eyes                                    | 73                | 41                | 37                | 30                | 6 (NOR)           | 1 250 000           |
| 1987 | E.S.P                                          | 14                | 96                | —                 | —                 | 1 (SWI)           | 4 500 000           |
| 1989 | One                                            | 29                | 68                | 4                 | 29                | 6 (SWI)           | 1 200 000           |
| 1991 | High Civilization                              | 24                | —                 | 2                 | —                 | 4 (AUT)           | 1 100 000           |
| 1993 | Size Isn’t Everything                          | 23                | 153               | 12                | —                 | 1 (ARG)           | 750 000             |
| 1997 | Still Waters                                   | 2                 | 11                | 2                 | 4                 | 1 (NZL)           | 4 600 000           |
| 2001 | This Is Where I Came In                        | 6                 | 16                | 3                 | 16                | 1 (HKG)           | 1 150 000           |

### Koncertalbumok
| Év   | Cím                          | Listás helyezések | Listás helyezések | Listás helyezések | Listás helyezések | Listás helyezések | Eladott példányszám |
| Év   | Cím                          | UK                | USA               | DE                | AUS               | Egyéb             | Eladott példányszám |
| ---- | ---------------------------- | ----------------- | ----------------- | ----------------- | ----------------- | ----------------- | ------------------- |
| 1977 | Here at Last… Bee Gees… Live | —                 | 8                 | 44                | 8                 | 1 (NZL)           | 4 600 000           |
| 1998 | One Night Only               | 4                 | 72                | 5                 | 1                 |                   | 6 000 000           |

### Válogatásalbumok
A Bee Geesnek rengeteg válogatásalbuma jelent meg az évek során, kezdve a kizárólag Ausztráliában, Japánban, vagy más országokban kiadott válogatásoktól egészen a világszerte megjelent kiadványokig. Az alábbi listában csak a hivatalosan megjelent válogatásalbumok szerepelnek.
| Év   | Cím                                  | Listás helyezések | Listás helyezések | Listás helyezések | Listás helyezések | Listás helyezések | Eladott példányszám |
| Év   | Cím                                  | UK                | USA               | DE                | AUS               | Egyéb             | Eladott példányszám |
| ---- | ------------------------------------ | ----------------- | ----------------- | ----------------- | ----------------- | ----------------- | ------------------- |
| 1968 | Rare, Precious & Beautiful 2         | —                 | —                 | —                 | —                 | —                 | 200 000             |
| 1969 | Rare, Precious & Beautiful 3         | —                 | —                 | —                 | —                 | —                 |                     |
| 1969 | Best of Bee Gees                     | 7                 | 9                 | 26                | 6                 | 5 (CAN)           | 4 000 000           |
| 1973 | Best of Bee Gees Vol 2               | —                 | 98                | —                 | 17                | —                 | 1 250 000           |
| 1976 | Bee Gees Gold                        | —                 | 50                | —                 | —                 | —                 | 1 300 000           |
| 1979 | Bee Gees Greatest                    | 6                 | 1                 | 43                | 1                 | 2 (NZL)           | 6 200 000           |
| 1990 | The Very Best of The Bee Gees        | 6                 | —                 | 9                 | 7                 | 5 (JPN)           | 5 000 000           |
| 1998 | Brilliant From Birth                 | —                 | —                 | —                 | —                 | —                 |                     |
| 2001 | Their Greatest Hits: The Record      | 5                 | 49                | 10                | 2                 | 1 (NZL)           | 6 100 000           |
| 2004 | Number Ones                          | 7                 | 23                | 43                | 58                | 1 (HKG)           | 2 300 000           |
| 2005 | Love Songs                           | 51                | 166               | —                 | —                 | 18 (FRA)          |                     |
| 2009 | The Ultimate Bee Gees                | 19                | 116               | 91                | 87                | 33 (JPN)          |                     |
| 2010 | Mythology                            | 29                | —                 | 9                 | 3                 | 9 (NZL)           |                     |
| 2017 | Timeless: The All-Time Greatest Hits | 6                 | 41                | —                 | 30                | —                 |                     |

#### Regionális kiadványok
| Argentína - Massachusetts (1965-1969) (2LP, Polydor, 1973) - Los mas grandes exitos de los años ‘60 (1967-1969) (LP, RSO, 1985) - Bee Gees Inolvidables (1969-1975) (2LP, RSO, 1987) Ausztrália - The Bee Gees 1967 (1965-1966) (LP, Universal Summit, 1967) - Turn Around, Look at Us (1963-1967) (LP, Festival Records, 1970) - Bee Gees Songs and Performances of 1964 (LP, Festival Records, 1970) - Bee Gees The Very Best Of (1967-1983) (LP, J & B, 1987) Brazília - Massachusetts (1966-1968) (LP, Polydor, 1968) - Serie Autografo de Exitos (1966-1970) (LP, Polydor, 1971) - A Popularidade de Bee Gees (1967-1974) (2LP, RSO, 1975) - Bee Gees in Love (1967-1978) (LP, Elenco, 1984) - Bee Gees Love Hits (1967-1982) (LP, Polydor, 1987) - Eternity (1968-1983) (CD, Polydor, 2001) Csehszlovákia - The Bee Gees (1966-1968) (LP, Supraphon, 1968) Dél-Korea - Bee Gees Best Album (1966-1975) (2LP, Taeg Wang, 1987) Franciaország - Best of Bee Gees Vol. 2 (1969-1970) (LP, Polydor, 1971) - Bee Gees Success Story (1967-1983) (2CD, Polydor, 1992) Hollandia - Le Disque D’or Des Bee Gees (1967-1970) (LP, Polydor, 1973) - The Fabulous Bee Gees (1967-1971) (LP, Polydor, 1973) - All Time Greatest Hits (1966-1972) (LP, RSO, 1976) - The Complete Hit-Album (1966-1983) (2LP, Arcade, 1985) - Bee Gees Story (1967-1983) (CD, Polydor, 1989) Japán - Golden Album (1967-1968) (LP, Polydor, 1968) - Golden Double Album (1967-1969) (2LP, Polydor, 1969) - In the Morning (1967-1971) (LP, Polydor, 1971) - Bee Gees Perfect (1963-1972) (LP, Polydor, 1972) - My World (1967-1972) (2LP, Polydor, 1972) - Portrait of The Bee Gees (1967-1972) (LP, RSO, 1972) - Bee Gees Perfect Series (1967-1973) (2LP, RSO, 1973) - The Scope of The Bee Gees (1966-1974) (LP, RSO, 1975) - To Perfection (1965-1970) (2LP, RSO, 1972) - Saturday Night Fever (Disco Version) (1967-1977) (LP, Polydor, 1978) - Bee Gees History (1967-1981) (2LP/CD, RSO/Polydor/Universal, 1982) - Bee Gees Rarities (1967-1981) (2LP, RSO, 1984) - Bee Gees Greatest Hits (1967-1983) (LP, Polydor, 1986) - Bee Gees Rare Collection (1967-1981) (CD, Polydor, 1989) - Twenty-two Hits of The Bee Gees (1967-1983) (CD, Universal, 1996) | Mexikó - Anatomia Musical de los Bee Gees (1967-1973) (3LP, RSO, 1974) - 16 Greatest Hits (1967-1983) (LP, RSO, 1983) Németország - Bee Gees Best (1967-1968) (LP, Polydor, 1969) - Bee Gees Best (1965-1970) (2LP, Karussell, 1970) - Inception / Nostalgia (2LP, Karussell, 1970) (CD, 1995) - Bee Gees Starportrait International (1968-1970) (2LP, Polydor, 1970) - Bee Gees Greatest Volume 1 1967-1974 (2LP, RSO, 1974) - Goldene Serie International (1965-1969) (LP, RSO/Polydor, 1975) - Bee Gees 20 Greatest Hits (1967-1970, 1976) (LP, RSO/Polydor, 1978) - Bee Gees (1966-1978) (LP, Amiga, 1979) (NDK) - Gold and Diamonds (1967-1983) (LP, Polystar, 1983) - Staying Alive Bee Gees Best (1967-1983) (CD, Zounds, 1990) - Stars On Classic: The Bee Gees (CD, Ariola, 1997) - Bee Gees (1967-1983) (2CD, Polydor, 2001) - Pop Masters: Words (1967-1969) (CD, Carinco, 2005) - Pop Masters: Holiday (1968-1971) (CD, Carinco, 2005) Olaszország - Best of Bee Gees Vol. 2 (1969-1970) (LP, RSO, 1971) - Bee Gees First Hits (1967-1968) (CD, Duchesse, 1989) - Bee Gees First Hits Vol. 2 (1966-1969) (CD, Duchesse, 1990) - More Great Songs (1963-1967) (CD, Duchesse, 1990) Spanyolország - Años dorados 1975-1980 (LP, RSO, 1980) Szingapúr - Bee Gees Tour Souvenir (1967-1969) (2LP, Karussell, 1972) Tajvan - Best of Bee Gees (1966-1972) (2LP, First Records, 1978) UK - The Bee Gees Greats (LP, Polydor, 1968) - Massachusetts (LP, Contour/Pickwick, 1973) - I’ve Gotta Get A Message To You (LP, Contour/Pickwick, 1974) - Love From The Bee Gees (1967-1979) (2LP, TellyDisc, 1985) Uruguay - Bee Gees Pop History Vol. 5 (1964-1972) (2LP, Polydor, 1972) - Kitty Can (1967-1973) (2LP, RSO, 1973) Venezuela - Lo mejor de los Bee Gees (1967-1969) (LP, Polydor, 1970) - Lo mejor de los Bee Gees Vol. 2 (1966-1972) (LP, Polydor, 1972) |

### Díszdobozos kiadványok
| Év   | Cím                                                      | Kiadó                |
| ---- | -------------------------------------------------------- | -------------------- |
| 1990 | Tales from The Brothers Gibb (6LP/4CD BoxSet)            | Polydor              |
| 2004 | Too Much Heaven: Songs of the Brothers Gibb (3CD BoxSet) | Retroactive/Warner   |
| 2006 | The Studio Albums 1967–1968 (6CD BoxSet)                 | Reprise/Rhino/Warner |
| 2010 | Mythology – The 50th Anniversary Collection (4CD BoxSet) | Reprise/Warner       |

### Filmzene albumok
| Év   | Cím                                   | Listás helyezések | Listás helyezések | Listás helyezések | Listás helyezések | Listás helyezések       | Eladott példányszám |
| Év   | Cím                                   | UK                | USA               | DE                | AUS               | Egyéb                   | Eladott példányszám |
| ---- | ------------------------------------- | ----------------- | ----------------- | ----------------- | ----------------- | ----------------------- | ------------------- |
| 1971 | Melody                                | —                 | —                 | —                 | —                 | 1 (JPN)                 | 250 000             |
| 1977 | Saturday Night Fever                  | 1                 | 1                 | 1                 | 1                 | 1 (BRA NZL JPN ITA ZAF) | 40 000 000          |
| 1978 | Sgt. Pepper’s Lonely Hearts Club Band | 38                | 5                 | —                 | —                 | —                       |                     |
| 1983 | Staying Alive                         | 14                | 6                 | 1                 | 25                | 1 (SWI) 2 (ITA) (JPN)   | 3 000 000           |

## Kislemezek
| Év                                     | Kislemez | Album                                            | Listás helyezések | Listás helyezések | Listás helyezések | Listás helyezések | Listás helyezések | Listás helyezések | Listás helyezések | Listás helyezések |
| Év                                     | Kislemez | Album                                            | UK                | DE                | NLD               | USA               | CAN               | AUS               | NZL               | Egyéb             |
| -------------------------------------- | --- | ------------------------------------------------ | ----------------- | ----------------- | ----------------- | ----------------- | ----------------- | ----------------- | ----------------- | ----------------- |
| 1963. márc. (AUS)                      | A: The Battle of the Blue and the Grey B: The Three Kisses of Love                                                                           | (nagylemezen nem adták ki)                       | —                 | —                 | —                 | —                 | —                 | 98                | —                 | —                 |
| 1963. júl. (AUS)                       | A: Timber! B: Take Hold of That Star | The Bee Gees Sing and Play 14 Barry Gibb Songs   | —                 | —                 | —                 | —                 | —                 | 75                | —                 | —                 |
| 1964. febr. (AUS)                      | A: Peace of Mind B: Don't Say Goodbye | The Bee Gees Sing and Play 14 Barry Gibb Songs   | —                 | —                 | —                 | —                 | —                 | —                 | —                 | —                 |
| 1964. aug. (AUS)                       | A: Claustrophobia B: Could It Be | The Bee Gees Sing and Play 14 Barry Gibb Songs   | —                 | —                 | —                 | —                 | —                 | —                 | —                 | —                 |
| 1964. okt. (AUS)                       | A: Turn Around Look at Me B: The Travels of Jaimie McPheeters                                                                                | (nagylemezen nem adták ki)                       | —                 | —                 | —                 | —                 | —                 | 94                | —                 | —                 |
| 1965. márc. (AUS)                      | A: Every Day I Have to Cry B: You Wouldn't Know                                                                                              | The Bee Gees Sing and Play 14 Barry Gibb Songs   | —                 | —                 | —                 | —                 | —                 | —                 | —                 | —                 |
| 1965. szept. (AUS)                     | A: Wine and Women B: Follow the Wind | The Bee Gees Sing and Play 14 Barry Gibb Songs   | —                 | —                 | —                 | —                 | —                 | 47                | —                 | —                 |
| 1965. nov (AUS)                        | A: I Was a Lover, a Leader of Men B: And the Children Laughing                                                                               | The Bee Gees Sing and Play 14 Barry Gibb Songs   | —                 | —                 | —                 | —                 | —                 | 85                | —                 | —                 |
| 1966. márc. (AUS)                      | A: I Want Home B: Cherry Red | (nagylemezen nem adták ki)                       | —                 | —                 | —                 | —                 | —                 | —                 | —                 | —                 |
| 1966. jún. (AUS)                       | A: Monday’s Rain B: All of My Life | Spicks and Specks                                | —                 | —                 | —                 | —                 | —                 | —                 | —                 | —                 |
| 1966. szept. (AUS) 1967. febr. (világ) | A: Spicks and Specks B: I Am the World | Spicks and Specks                                | —                 | 28                | 2                 | —                 | —                 | 5                 | 1                 | —                 |
| 1967. febr. (AUS)                      | A: Born a Man B: Big Chance | Spicks and Specks                                | —                 | —                 | —                 | —                 | —                 | 86                | —                 | —                 |
| Év                                     | Kislemez | Album                                            | Listás helyezések | Listás helyezések | Listás helyezések | Listás helyezések | Listás helyezések | Listás helyezések | Listás helyezések | Listás helyezések |
| Év                                     | Kislemez | Album                                            | UK                | DE                | NLD               | USA               | CAN               | AUS               | NZL               | Egyéb             |
| 1967. ápr.                             | A: New York Mining Disaster 1941 B: I Can't See Nobody                                                                                       | Bee Gees’ 1st                                    | 12                | 10                | 4                 | 14                | 34                | 11                | 3                 | 31 (FRA)          |
| 1967. júl.                             | A: To Love Somebody B: Close Another Door | Bee Gees’ 1st                                    | 41                | 19                | 13                | 17                | 9                 | 6                 | —                 | 8 (BEL)           |
| 1967. szept. (USA) 1967. okt. (EU)     | A: Holiday [Not UK] B: Every Christian Lion Hearted Man Will Show You                                                                        | Bee Gees’ 1st                                    | —                 | —                 | 3                 | 16                | 18                | —                 | —                 | 10 (ESP)          |
| 1967. szept. (világ) 1967. nov. (USA)  | A: Massachusetts B: Barker of the UFO | Horizontal                                       | 1                 | 1                 | 1                 | 11                | 1                 | 2                 | 1                 |                   |
| 1967. dec.                             | A: World [Not US] B: Sir Geoffrey Saved the World                                                                                            | Horizontal                                       | 9                 | 1                 | 1                 | —                 | —                 | 6                 | 2                 | 2 (SWI)           |
| 1968. jan.                             | A: Words B: Sinking Ships | (nagylemezen nem adták ki)                       | 8                 | 1                 | 1                 | 15                | 4                 | 13                | 9                 | 1 (SWI)           |
| 1968. márc.                            | Double A: Jumbo A: The Singer Sang His Song                                                                                                  | (nagylemezen nem adták ki)                       | 25                | 5                 | 2                 | 57                | 16                | 20                | —                 | 4 (SWI)           |
| 1968. aug.                             | A: I've Gotta Get a Message to You B: Kitty Can                                                                                              | Idea                                             | 1                 | 3                 | 3                 | 8                 | 3                 | 3                 | 2                 | 1 (ZAF)           |
| 1968. dec.                             | A: I Started a Joke [Not UK] B: Kilburn Towers                                                                                               | Idea                                             | —                 | —                 | 3                 | 6                 | 1                 | 1                 | 1                 | 1 (DK)            |
| 1969. jan. (UK) 1969. márc.            | A: First of May B: Lamplight | Odessa                                           | 6                 | 3                 | 2                 | 37                | 14                | 15                | 4                 | 4 (IRL)           |
| 1969. május                            | A: Tomorrow Tomorrow B: Sun in My Morning | (nagylemezen nem adták ki)                       | 23                | 6                 | 3                 | 54                | 19                | 28                | 3                 | 1 (DK)            |
| 1969. aug.                             | A: Don’t Forget to Remember B: The Lord | Cucumber Castle                                  | 2                 | 9                 | 1                 | 73                | 39                | 10                | 1                 | 2 (NOR)           |
| 1970. jan. (BNL)                       | A: Let There Be Love B: Really and Sincerely                                                                                                 | Idea & Horizontal                                | —                 | —                 | 16                | —                 | —                 | —                 | —                 | —                 |
| 1970. márc. (USA)                      | A: If Only I Had My Mind on Something Else B: Sweetheart                                                                                     | Cucumber Castle                                  | —                 | —                 | —                 | 91                | —                 | —                 | —                 | —                 |
| 1970. ápr.                             | A: I.O.I.O. B: Sweetheart | Cucumber Castle                                  | 49                | 6                 | 9                 | 94                | —                 | 14                | 6                 | 2 (AUT)           |
| Év                                     | Kislemez | Album                                            | Listás helyezések | Listás helyezések | Listás helyezések | Listás helyezések | Listás helyezések | Listás helyezések | Listás helyezések | Listás helyezések |
| Év                                     | Kislemez | Album                                            | UK                | DE                | NLD               | USA               | CAN               | AUS               | NZL               | Egyéb             |
| 1970. nov.                             | A: Lonely Days B: Man for All Seasons | 2 Years On                                       | 33                | 25                | 3                 | 3                 | 1                 | 9                 | 10                | 3 (DK)            |
| 1971. máj. (UK, JPN)                   | A: Melody Fair B: In the Morning | Melody (OST)                                     | —                 | —                 | —                 | —                 | —                 | —                 | —                 | 3 (JPN)           |
| 1971. jún.                             | A: How Can You Mend a Broken Heart? B: Country Woman                                                                                         | Trafalgar                                        | —                 | —                 | 16                | 1                 | 1                 | 3                 | 6                 | 2 (CHL)           |
| 1971. okt. (BNL)                       | A: When the Swallows Fly B: Give Your Best                                                                                                   | Idea & Melody (OST)                              | —                 | —                 | 20                | —                 | —                 | —                 | —                 | —                 |
| 1971. nov. (JPN)                       | A: In the Morning B: To Love Somebody | Melody (OST)                                     | —                 | —                 | —                 | —                 | —                 | —                 | —                 | 36 (JPN)          |
| 1971. dec.                             | A: Don't Wanna Live Inside Myself B: Walking Back to Waterloo                                                                                | Trafalgar                                        | —                 | —                 | 29                | 53                | —                 | —                 | —                 | —                 |
| 1972. jan.                             | A: My World B: On Time | (nagylemezen nem adták ki)                       | 16                | 41                | 8                 | 16                | 11                | 3                 | 9                 | 1 (HKG)           |
| 1972. máj. (BNL)                       | A: Israel B: Dearest | Trafalgar                                        | —                 | —                 | 22                | —                 | —                 | —                 | —                 | —                 |
| 1972. júl.                             | A: Run to Me B: Road to Alaska | To Whom It May Concern                           | 9                 | —                 | 27                | 16                | 6                 | 3                 | 5                 | 3 (ZAF)           |
| 1972. nov. (JPN)                       | A: Sea of Smiling Faces B: Please Don't Turn Out the Lights                                                                                  | To Whom It May Concern                           | —                 | —                 | —                 | —                 | —                 | —                 | —                 | —                 |
| 1972. dec.                             | A: Alive B: Paper Mache, Cabbages and Kings                                                                                                  | To Whom It May Concern                           | —                 | —                 | 15                | 34                | 28                | 4                 | —                 | —                 |
| 1973. márc.                            | A: Saw a New Morning B: My Life Has Been a Song                                                                                              | Life in a Tin Can                                | —                 | —                 | —                 | 94                | —                 | 38                | —                 | 1 (HKG)           |
| 1973. jún.                             | A: Wouldn't I Be Someone B: Elisa | (A Kick in the Head Is Worth Eight in the Pants) | —                 | —                 | —                 | —                 | —                 | —                 | —                 | 1 (HKG)           |
| 1974. márc.                            | A: Mr. Natural B: It Doesn't Matter Much to Me                                                                                               | Mr. Natural                                      | —                 | —                 | —                 | 93                | —                 | 11                | —                 | —                 |
| 1974. jún. (USA)                       | A: Throw a Penny B: I Can't Let You Go | Mr. Natural                                      | —                 | —                 | —                 | —                 | —                 | —                 | —                 | —                 |
| 1974. aug.                             | A: Charade B: Heavy Breathing | Mr. Natural                                      | —                 | —                 | —                 | —                 | —                 | —                 | —                 | 7 (CHL)           |
| Év                                     | Kislemez | Album                                            | Listás helyezések | Listás helyezések | Listás helyezések | Listás helyezések | Listás helyezések | Listás helyezések | Listás helyezések | Listás helyezések |
| Év                                     | Kislemez | Album                                            | UK                | DE                | NLD               | USA               | CAN               | AUS               | NZL               | Egyéb             |
| 1975. máj.                             | A: Jive Talkin’ B: Wind of Change | Main Course                                      | 5                 | 20                | 23                | 1                 | 1                 | 14                | 4                 | 5 (IRL)           |
| 1975. szept.                           | A: Nights on Broadway B: Edge of the Universe                                                                                                | Main Course                                      | —                 | 17                | 8                 | 7                 | 2                 | —                 | 14                | 12 (BEL)          |
| 1976. jan.                             | A: Fanny (Be Tender with My Love) B: Country Lanes                                                                                           | Main Course                                      | —                 | 42                | —                 | 12                | 2                 | —                 | 7                 | 18 (BEL)          |
| 1976. jún.                             | A: You Should Be Dancing B: Subway | Children of the World                            | 5                 | 16                | 17                | 1                 | 1                 | 2                 | 10                | 4 (IRL)           |
| 1976. szept.                           | A: Love So Right B: You Stepped into My Life                                                                                                 | Children of the World                            | 41                | 38                | —                 | 3                 | 2                 | 28                | —                 | 14 (IRL)          |
| 1977. jan. (USA, JPN, ITA)             | A: Boogie Child B: Lovers | Children of the World                            | —                 | —                 | —                 | 12                | 9                 | —                 | 13                | 37 (ITA)          |
| 1977. febr. (EU, AUS)                  | A: Children of the World B: Boogie Child | Children of the World                            | —                 | —                 | —                 | —                 | —                 | —                 | 13                | —                 |
| 1977. máj.                             | A: Edge of the Universe (live) B: Words (live)                                                                                               | Here at Last... Bee Gees... Live                 | —                 | —                 | —                 | 26                | 16                | —                 | 19                | —                 |
| 1977. okt.                             | A: How Deep is Your Love? B: Can't Keep a Good Man Down (live)                                                                               | Saturday Night Fever (OST)                       | 3                 | 21                | 15                | 1                 | 1                 | 3                 | 6                 | 1 (FIN)           |
| 1977. dec.                             | A: Stayin' Alive B: If I Can't Have You | Saturday Night Fever (OST)                       | 4                 | 2                 | 1                 | 1                 | 1                 | 1                 | 1                 | 1 (MEX)           |
| 1978. febr.                            | A: Night Fever B: Down the Road (live) | Saturday Night Fever (OST)                       | 1                 | 2                 | 3                 | 1                 | 1                 | 7                 | 2                 | 1 (ESP)           |
| 1978. ápr. (AUS, ITA, POR)             | A: More Than a Woman B: Children of the World                                                                                                | Saturday Night Fever (OST)                       | —                 | —                 | —                 | —                 | 29                | 38                | —                 | 4 (ITA)           |
| 1978. aug. (SWE)                       | A: Sgt. Pepper's Lonely Hearts Club Band/ With a Little Help from My Friends B: Nowhere Man/ Sgt. Pepper's Lonely Hearts Club Band (Reprise) | Sgt. Pepper's Lonely Hearts Club Band (OST)      | —                 | —                 | —                 | —                 | —                 | —                 | —                 | —                 |
| 1978. nov.                             | A: Too Much Heaven B: Rest Your Love on Me                                                                                                   | Spirits Having Flown                             | 3                 | 10                | 14                | 1                 | 1                 | 5                 | 1                 | 1 (ITA)           |
| 1979. jan.                             | A: Tragedy B: Until | Spirits Having Flown                             | 1                 | 2                 | 4                 | 1                 | 1                 | 2                 | 1                 | 1 (ITA)           |
| 1979. ápr.                             | A: Love You Inside Out B: I'm Satisfied | Spirits Having Flown                             | 13                | 21                | 35                | 1                 | 1                 | 77                | 17                | 17 (ITA)          |
| 1979. dec.                             | A: Spirits (Having Flown) B: Wind of Change                                                                                                  | Spirits Having Flown                             | 16                | —                 | 35                | —                 | —                 | —                 | —                 | 14 (IRL)          |
| Év                                     | Kislemez | Album                                            | Listás helyezések | Listás helyezések | Listás helyezések | Listás helyezések | Listás helyezések | Listás helyezések | Listás helyezések | Listás helyezések |
| Év                                     | Kislemez | Album                                            | UK                | DE                | NLD               | USA               | CAN               | AUS               | NZL               | Egyéb             |
| 1981. szept.                           | A: He's a Liar B: He's a Liar [Instrumental]                                                                                                 | Living Eyes                                      | —                 | 68                | 12                | 30                | 33                | 38                | —                 | 5 (ITA)           |
| 1981. nov.                             | A: Living Eyes B: I Still Love You | Living Eyes                                      | —                 | 58                | —                 | 45                | —                 | 7                 | —                 | 7 (AUT)           |
| 1983. máj.                             | A: The Woman in You B: Stayin' Alive | Staying Alive                                    | 81                | 23                | 21                | 24                | —                 | 73                | —                 | 2 (ESP)           |
| 1983. aug.                             | A: Someone Belonging to Someone B: I Love You Too Much [Instrumental]                                                                        | Staying Alive                                    | 49                | 55                | —                 | 49                | —                 | —                 | —                 | 24 (CHN)          |
| 1987. szept.                           | A: You Win Again B: Backtafunk | E.S.P                                            | 1                 | 1                 | 5                 | 75                | —                 | 10                | 18                | 1 (CHN)           |
| 1987. dec.                             | A: E.S.P B: Overnight | E.S.P                                            | 51                | 13                | 32                | —                 | —                 | 89                | —                 | 8 (CHN)           |
| 1988. febr. (UK)                       | A: Crazy for Your Love B: You Win Again [Remix]                                                                                              | E.S.P                                            | 79                | —                 | —                 | —                 | —                 | —                 | —                 | —                 |
| 1988. márc. (EU)                       | A: Angela [non-UK] B: You Win Again [Remix]                                                                                                  | E.S.P                                            | —                 | 52                | —                 | —                 | —                 | —                 | —                 | —                 |
| 1989. ápr.                             | A: Ordinary Lives B: Wing and a Prayer | One                                              | 54                | 8                 | 23                | —                 | —                 | —                 | —                 | 9 (CHN)           |
| 1989. júl.                             | A: One B: Flesh and Blood | One                                              | 71                | 37                | —                 | 7                 | 11                | —                 | —                 | 7 (ARG)           |
| 1990. jan.                             | A: Bodyguard B: Will You Ever Let Me | One                                              | —                 | —                 | —                 | —                 | —                 | —                 | —                 | —                 |
| Év                                     | Kislemez | Album                                            | Listás helyezések | Listás helyezések | Listás helyezések | Listás helyezések | Listás helyezések | Listás helyezések | Listás helyezések | Listás helyezések |
| Év                                     | Kislemez | Album                                            | UK                | DE                | NLD               | USA               | CAN               | AUS               | NZL               | Egyéb             |
| 1991. márc.                            | A: Secret Love [non-US] B: Party with No Name                                                                                                | High Civilization                                | 5                 | 2                 | 14                | —                 | —                 | —                 | —                 | 2 (AUT)           |
| 1991. máj. (USA)                       | A: When He's Gone B: True Confessions | High Civilization                                | —                 | —                 | —                 | —                 | —                 | —                 | —                 | —                 |
| 1991. aug. (DE, AUT)                   | A: The Only Love B: You Win Again [live] | High Civilization                                | —                 | 31                | —                 | —                 | —                 | —                 | —                 | 27 (AUT)          |
| 1991. aug. (USA)                       | A: Happy Ever After B: Evolution | High Civilization                                | —                 | —                 | —                 | —                 | —                 | —                 | —                 | —                 |
| 1993. okt.                             | A: Paying the Price of Love B: My Destiny | Size Isn't Everything                            | 23                | 36                | 13                | 74                | 53                | —                 | —                 | 5 (BEL)           |
| 1993. dec.                             | A: For Whom the Bell Tolls B: Decadance (You Should Be Dancing)                                                                              | Size Isn't Everything                            | 4                 | 52                | 34                | 109               | 53                | —                 | —                 | 1 (BRA)           |
| 1994. ápr. (UK)                        | A: How to Fall in Love, Part 1 B: Fallen Angel                                                                                               | Size Isn't Everything                            | 30                | —                 | —                 | —                 | —                 | —                 | —                 | —                 |
| 1994. ápr. (EU)                        | A: Kiss of Life [non-UK] B: 855-7019 | Size Isn't Everything                            | —                 | 51                | —                 | —                 | —                 | —                 | —                 | —                 |
| 1997. jún.                             | A: Alone B: Rings Around the Moon | Still Waters                                     | 5                 | 6                 | 35                | 28                | 20                | 7                 | 2                 | 1 (HKG)           |
| 1997. júl.                             | A: I Could Not Love You More [non US] B: Love Never Dies                                                                                     | Still Waters                                     | 14                | 88                | —                 | —                 | —                 | —                 | —                 | —                 |
| 1997. nov.                             | A: Still Waters (Run Deep) B: Love Never Dies                                                                                                | Still Waters                                     | 18                | 79                | —                 | 57                | —                 | —                 | —                 | —                 |
| 2001. ápr.                             | A: This Is Where I Came In B: Just In Case C: I Will Be There                                                                                | This Is Where I Came In                          | 18                | 25                | —                 | 92                | —                 | 76                | 37                | 25 (BEL)          |